# Heterometra delagoae
Heterometra delagoae — вид морських лілій з родини Himerometridae ряду Comatulida.

## Поширення
Вид поширений на заході Індійського океану. Типовий зразок зібраний у затоці Мапуту в Мозамбіці, звідси походить видова назва delagoae (португальська назва затоки — порт. da Lagoa).

## Опис
Морська лілія з помірно товстою і дистально помірно вигнутою периферією, що складається приблизно з 30 сегментів; всі циррали помітно ширше ніж довші; плечі дуже короткі; проксимальний відділ плеча гладкий; середні та дистальні плечові кістки дископодібні. Рук 19-39 (зазвичай ~30), довжина 75-85 мм.